# Jean Boiteux
Jean Auguste Boiteux (Marsiglia, 20 giugno 1933 – Bordeaux, 11 aprile 2010) è stato un nuotatore francese.

## Biografia
Ai Giochi della XV Olimpiade vinse la medaglia d'oro ai 400m stile libero con un tempo di 4:30.7 dove ingaggiò una sfida emozionante con il secondo classificato, Ford Konno. Suo padre corse a congratularsi della vittoria quando alcuni atleti stavano ancora gareggiando.
Vinse anche una medaglia di bronzo nel 4x200m stile libero con i compagni Joseph Bernardo, Aldo Eminente e Alex Jany, il tempo totalizzato fu di 8:45.9, meglio di loro le nazionali giapponese e statunitense a cui andò l'oro.
Morì all'età di 76 anni quando cadde da un albero mentre lo stava curando.

## Riconoscimenti
- International Swimming Hall of Fame, 1982